# Arron Afflalo
Arron Agustin Afflalo (Los Ángeles, California, 15 de octubre de 1985) es un exbaloncestista estadounidense que disputó once temporadas en la NBA. Mide 1,96 metros y jugaba en la posición de escolta. Tiene raíces jamaicanas, portuguesas y españolas.

## Trayectoria deportiva

### Universidad
Jugó durante 3 temporadas con los Bruins de la prestigiosa UCLA, con los que tuvo un promedio de 14,8 puntos y 3,1 rebotes por partido. En su último año, tras anotar 16,9 puntos por encuentro, fue nombrado Jugador del Año de la Pacific Ten Conference por los entrenadores rivales.

#### Estadísticas
| Año     | Equipo | PJ  | PT  | MPP  | %TC  | %3P  | %TL  | RPP | APP | ROB | TPP | PPP  |
| ------- | ------ | --- | --- | ---- | ---- | ---- | ---- | --- | --- | --- | --- | ---- |
| 2004–05 | UCLA   | 29  | 29  | 31.3 | .442 | .386 | .708 | 3.3 | 2.2 | .6  | .2  | 10.8 |
| 2005–06 | UCLA   | 39  | 38  | 33.4 | .462 | .366 | .806 | 4.2 | 1.8 | .6  | .1  | 15.8 |
| 2006–07 | UCLA   | 36  | 36  | 32.9 | .461 | .375 | .802 | 2.8 | 1.9 | .6  | .2  | 16.9 |
| Total   | Total  | 104 | 103 | 32.7 | .457 | .373 | .781 | 3.5 | 1.9 | .6  | .2  | 14.8 |

### Profesional
Fue elegido en el puesto 27 de la primera ronda del Draft de la NBA de 2007 por Detroit Pistons, equipo con el que firmó su primer contrato profesional en julio de 2007.
Tras dos años en Detroit, el 13 de julio de 2009 fue traspasado a Denver Nuggets junto con Walter Sharpe a cambio de una segunda ronda del draft de 2011.
Después de tres años en Denver, el 10 de agosto de 2012 es traspasado a Orlando Magic en el traspaso que llevó a Dwight Howard a Los Angeles Lakers, Andrew Bynum a Philadelphia 76ers, y Andre Iguodala a los Nuggets. El 3 de diciembre de 2013, consigue su anotación más alta en la liga con 43 puntos ante los Philadelphia 76ers.
Tras una temporada en Orlando, el 26 de junio de 2014, Afflalo fue traspasado a Denver Nuggets a cambio de Evan Fournier y los derechos de Devyn Marble.
A mitad de temporada, el 19 de febrero de 2015, fue traspasado a los Portland Trail Blazers junto a Alonzo Gee, a cambio de Víctor Claver, Thomas Robinson, Will Barton y una primera ronda del draft.
El 9 de julio de 2015 llega a un acuerdo con los New York Knicks firmando por 2 años y $16 millones.
El 9 de julio de 2016, Afflalo firma con Sacramento Kings. Al concluir la temporada, el 23 de junio de 2017, fue cortado por los Kings.
El 27 de julio de 2017, Afflalo firma de nuevo con Orlando Magic. El 16 de enero de 2018, Afflalo estuvo involucrado en una trifulca en la cancha con el jugador de los Timberwolves, Nemanja Bjelica. Afflalo le cayeron dos partidos de suspensión por ese incidente.

## Estadísticas

### Temporada regular
| Año     | Equipo     | PJ  | PT  | MPP  | %TC  | %3P  | %TL  | RPP | APP | ROB | TPP | PPP  |
| ------- | ---------- | --- | --- | ---- | ---- | ---- | ---- | --- | --- | --- | --- | ---- |
| 2007-08 | Detroit    | 75  | 9   | 12.9 | .411 | .208 | .782 | 1.8 | .7  | .4  | .1  | 3.7  |
| 2008-09 | Detroit    | 74  | 8   | 16.7 | .437 | .402 | .817 | 1.8 | .6  | .4  | .2  | 4.9  |
| 2009-10 | Denver     | 82  | 75  | 27.1 | .465 | .434 | .735 | 3.1 | 1.7 | .6  | .4  | 8.8  |
| 2010-11 | Denver     | 69  | 69  | 33.7 | .498 | .423 | .847 | 3.6 | 2.4 | .5  | .4  | 12.6 |
| 2011-12 | Denver     | 62  | 62  | 33.6 | .471 | .398 | .798 | 3.2 | 2.4 | .6  | .2  | 15.2 |
| 2012-13 | Orlando    | 64  | 64  | 36.0 | .439 | .300 | .857 | 3.7 | 3.2 | .6  | .2  | 16.5 |
| 2013-14 | Orlando    | 73  | 73  | 35.0 | .459 | .427 | .815 | 3.6 | 3.4 | .5  | .0  | 18.2 |
| 2014-15 | Denver     | 53  | 53  | 33.0 | .428 | .337 | .841 | 3.4 | 1.9 | .6  | .1  | 14.5 |
| 2014-15 | Portland   | 25  | 19  | 30.1 | .414 | .400 | .851 | 3.2 | 1.3 | .4  | .1  | 10.6 |
| 2015-16 | New York   | 71  | 57  | 33.4 | .443 | .382 | .840 | 3.7 | 2.0 | .4  | .1  | 12.8 |
| 2016-17 | Sacramento | 61  | 45  | 25.9 | .440 | .411 | .892 | 2.0 | 1.3 | .3  | .1  | 8.4  |
| 2017-18 | Orlando    | 53  | 3   | 12.9 | .401 | .386 | .846 | 1.2 | .6  | .1  | .2  | 3.4  |
| Total   | Total      | 762 | 537 | 27.3 | .450 | .386 | .825 | 2.9 | 1.8 | .4  | .2  | 10.8 |

### Playoffs
| Año   | Equipo   | PJ | PT | MPP  | %TC  | %3P  | %TL  | RPP | APP | ROB | TPP | PPP  |
| ----- | -------- | -- | -- | ---- | ---- | ---- | ---- | --- | --- | --- | --- | ---- |
| 2008  | Detroit  | 12 | 0  | 7.0  | .389 | .000 | .000 | .4  | .5  | .3  | .0  | 1.2  |
| 2009  | Detroit  | 4  | 0  | 16.5 | .476 | .200 | .600 | .8  | .3  | .0  | .5  | 6.3  |
| 2010  | Denver   | 6  | 6  | 20.0 | .625 | .429 | .818 | 2.0 | 1.2 | .2  | .3  | 9.2  |
| 2011  | Denver   | 3  | 3  | 28.3 | .353 | .250 | .875 | 3.0 | 2.3 | .0  | .0  | 11.3 |
| 2012  | Denver   | 7  | 7  | 32.7 | .405 | .200 | .800 | 3.6 | 2.7 | .7  | .3  | 10.9 |
| 2015  | Portland | 3  | 3  | 20.0 | .167 | .250 | .000 | 2.3 | .7  | .0  | .0  | 1.7  |
| Total | Total    | 35 | 19 | 18.4 | .441 | .259 | .795 | 1.7 | 1.3 | .3  | .2  | 6.0  |

## Vida personal
Arron mantiene una relación de larga duración con Marina Ramos y de esa relación tiene dos hijas, Dylann y Rhyann.